# Refusal
Refusal ist eine finnische Deathgrind-Band aus Helsinki, die 2008 gegründet wurde.

## Geschichte
Die Band wurde Anfang Januar 2008 von dem Bassisten Tero Pirhonen und dem Gitarristen Timo Pirhonen gegründet. Durch das Internet lernte das Duo den Schlagzeuger Aleksi Roitto und die Gitarristin Sophie Collard kennen. Ergänzt wurde die Besetzung durch einen Freund Timo Pirhonens, Niikka Lius, der den Gesang übernahm. Noch im selben Monat begann die Band mit den ersten Proben, ehe am 30. März das erste Konzert abgehalten wurde. Im Februar hatte Collard verkündet, dass sie sechs Monate lang Finnland verlassen würde, um in Frankreich zu leben. In einem Freund Tero Pirhonens namens Ville Karhi wurde Ersatz gefunden. Daraufhin folgte die Teilnahme an einem Bandwettbewerb und an einem kleinen Festival namens Meat Grinder. Ende Mai 2008 erschien mit Obey the Meat Grinder ein erstes Demo, welches fünf Songs enthält. In der folgenden Zeit blieb der ursprünglich von Sophie Collard besetzte Posten weiter häufig wechselnd, seit 2013 wird die zweite E-Gitarre jedoch von Patrick Franck bedient. Im Oktober 2015 unterzeichnete die Band einen Plattenvertrag be FDA Rekotz, worüber im Januar 2016 das Debütalbum We Rot Within veröffentlicht wurde.

## Stil
Luxi Lahtinen von voicesfromthedarkside.de ordnete die Band in seiner Rezension zu Grasp dem Deathgrind zu. Man könne bei dem Demo besonders Gemeinsamkeiten zu Napalm Death erkennen, wobei sich Refusal weniger extrem gebe. Insgesamt werde simpler und gewöhnlicher Deathgrind angeboten, der auch Death-Metal-Fans anspreche. Patrick Schmidt vom Rock Hard stellte in seiner Rezension zu We Rot Within ebenfalls einen Napalm-Death-Einfluss fest, bemerkte jedoch auch gelegentliche Gemeinsamkeiten zu Slayer. Dem Klang wohne etwas Anarchistisches und Revolutionäres inne, wodurch Parallelen zu Impaled Nazarene aufkämen. Die Songs hätten eine „punkige Scheißegal-Attitüde“ und würden rohes „Riff-Geballer“ verarbeiten. Matthias Salomon von bloodchamber.de stellte in seiner Rezension zum Album geradlinigen Death Metal mit skandinavischer Produktion fest, der durch etwas Grindcore und ein paar Doom-Metal-Elemente angereichert werde. In den Liedern mache die Band von Tempowechseln, Breaks und Gitarren-Soli Gebrauch. Er zog einen Vergleich zu Napalm Deaths Harmony Corruption und führte Obituary, Master, Pestilence und Putrid Pile als weitere Referenzen an. Fabian Schneider von Metal.de rezensierte das Album ebenfalls und meinte, dass es „ordentlich stampfenden Deathgrind, wie er im Lehrbuch steht“, bietet, der „voller Hochgeschwindigkeits-Riffs, Gekeife und gelungenen Gitarrensolos“ sei. Auch verfalle die Gruppe gelegentlich in Doom-Metal-Passagen. Die Lieder seien geprägt von häufigen Rhythmuswechseln, Screams und Growls, die oft simultan agieren und gelegentlichen Hardcore-Shouts.

## Diskografie
- 2008: Obey the Meat Grinder (Demo, Eigenveröffentlichung)
- 2009: Next to Nothing (Demo, Eigenveröffentlichung)
- 2009: Defining Peace (Demo, Eigenveröffentlichung)
- 2010: Where's Your Heart? (Demo, Eigenveröffentlichung)
- 2011: Short on Ammo (Demo, Eigenveröffentlichung)
- 2012: Where's Your Ammo? (Kompilation, Eigenveröffentlichung)
- 2012: Grasp (Demo, Eigenveröffentlichung)
- 2013: Cannibal Instinct (Demo, Eigenveröffentlichung)
- 2013: Short on Grasp (Kompilation, Eigenveröffentlichung)
- 2016: We Rot Within (Album, FDA Rekotz)